# Serijabo Baru
Serijabo Baru is een bestuurslaag in het regentschap Ogan Ilir van de provincie Zuid-Sumatra, Indonesië. Serijabo Baru telt 1044 inwoners (volkstelling 2010).